# امی هریسون
امی هریسون (انگلیسی: Amy Harrison؛ زادهٔ ۲۱ آوریل ۱۹۹۶) بازیکن فوتبال اهل استرالیا است.
از باشگاه‌هایی که در آن بازی کرده‌است می‌توان به واشینگتن اسپیریت اشاره کرد.
وی همچنین در تیم‌های ملی فوتبال Australia women's national under-17 soccer team و زنان استرالیا بازی کرده‌است.